# فهريون

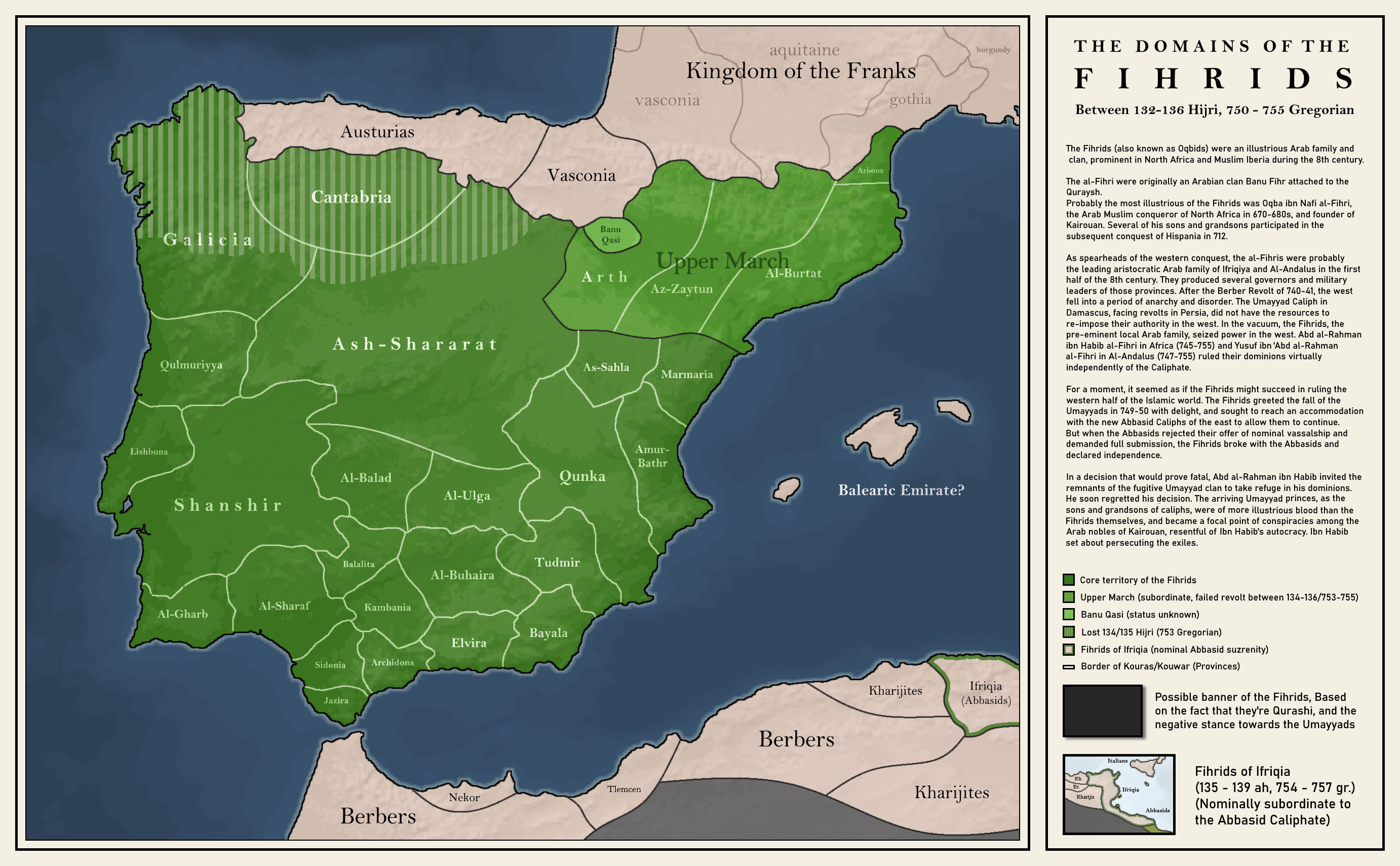
الفهريون في الأندلس

الفهريون (المعروفون أيضًا باسم بنو عقبة) هم سلالة مسلمة عربية شهيرة من نسل عقبة بن نافع الفهري من بني فهر من قبيلة قريش، برزت في شمال إفريقيا والأندلس خلال القرن الثامن الميلادي.
بعد فتح عقبة بن نافع الفهري لإفريقية في 670-680م، وتخطيطه للقيروان. استمر نسله في المنطقة، وشارك العديد من أبنائه وأحفاده في الفتح اللاحق للأندلس عام 712.
بعد ثورة البربر في 740-41م، قاتل ابنا عقبة أبو عبيدة وعبد الرحمن لاستعادة إفريقية، وكان حبيب بن أبي عبيدة بن عقبة الفهري من أبرز القادة المسلمين في المغرب حتى قُتل في معركة بقدورة. وتولى عبد الرحمن بن حبيب بن أبي عبيجة الفهري ولاية إفريقية (745-755)م وتولى يوسف بن عبد الرحمن الفهري ولاية الأندلس (747-755)م والذي كان شبه مستقل عن الخلافة.
بعد سقوط الدولة الأموية، استقبل الفهريون الأمويين الفارين في الأندلس، وكانوا على خلاف مع الدولة العباسية، حيث ناصروا الأمويين وأعلنوا عدم مبايعة العباسيين. ودعا عبد الرحمن بن حبيب بقايا الأمويين للاحتماء في سلطانه. لكن الحكم انتهى إلى الأمويين في الأندلس وتأسست الإمارة الأموية في قرطبة عام 756م.

## أشهر القادة الفهريين
نسب الفهريين:
- نافع الفهري
  - عقبة بن نافع الفهري، باني القيروان، فاتح إفريقية (666-674، 681-683)م.
    - أبو عبيدة بن عقبة الفهري، شارك في فتح الأندلس عام 712 م.
      - حبيب بن أبي عبيدة الفهري فاتح سوس.
        - عبد الرحمن بن حبيب، والي إفريقية (745-755)م.
          - حبيب بن عبد الرحمن، والي برقة وإفريقية (755-57)م.
            - عبد الرحمن بن حبيب الصقبلي، متحد مع المتمردين البربر وقائدهم أبي حاتم في 778-779.
              - عبد الرحمن بن يوسف الفهري، والي سرقسطة في أربعينيات القرن السابع.
              - محمد بن يوسف الفهري، قاد الثورة الأيبيرية عام 785.

          - يوسف بن عبد الرحمن الفهري، أمير الأندلس (747-756)، والي طليطلة (756-759)
            - محمد بن يوسف
            - القاسم بن يوسف

        - إلياس بن حبيب، والي طرابلس وإفريقية (755-56).
        - عبد الوارث بن حبيب، متواطئ في قتل عبد الرحمن
        - عمران بن حبيب

      - خالد بن أبي حبيب الفهري قتل في غزوة الأشراف عام 740م.
      - محمد بن أبي عبيدة، قُتل في صراع مع حبيب بن عبد الرحمن.